# Symbrenthia selangorana
Symbrenthia selangorana är en fjärilsart som beskrevs av Corbet 1948. Symbrenthia selangorana ingår i släktet Symbrenthia och familjen praktfjärilar. Inga underarter finns listade i Catalogue of Life.